# Marie-Éléonore Godefroid
 Marie-Éléonore Godefroid  (Párizs,  1778. június 20. – Párizs, 1849. június) francia festőművész.

## Élete
François-Ferdinand-Josef Godefroid festő lánya, 1795-től Jeanne-Louise-Henriette Campan elit leányiskolájában tanított Saint-Germain-en-Laye-ben. Madame Campan, Marie-Éléonore anyai ágú rokona, nevelőnő és felolvasó volt a királyi családnál, majd Mária Antónia francia királyné első szobaasszonya. 
Marie-Éléonore 1800 óta festett, Jean-Baptiste Isabey-nél tanult. 1805-ben végleg a festést választotta, François Gérard műtermi segédje lett. Gérard festményeiről készített másolatokat, de ő is kapott megrendeléseket. 47 éven keresztül alkotott és állította ki festményeit. 1849-ben kolerajárvány áldozata lett.   

## Galéria

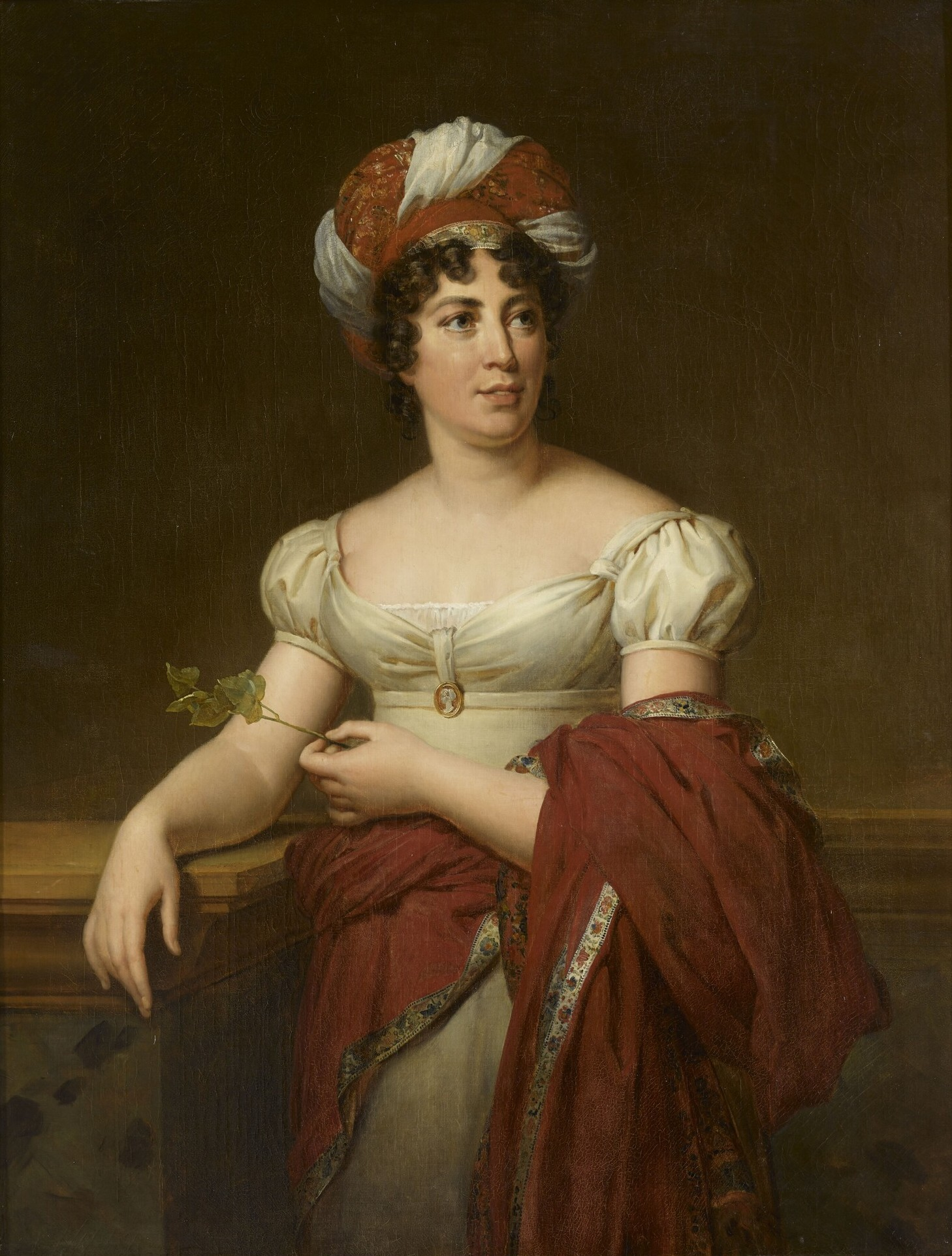
Madame de Staël
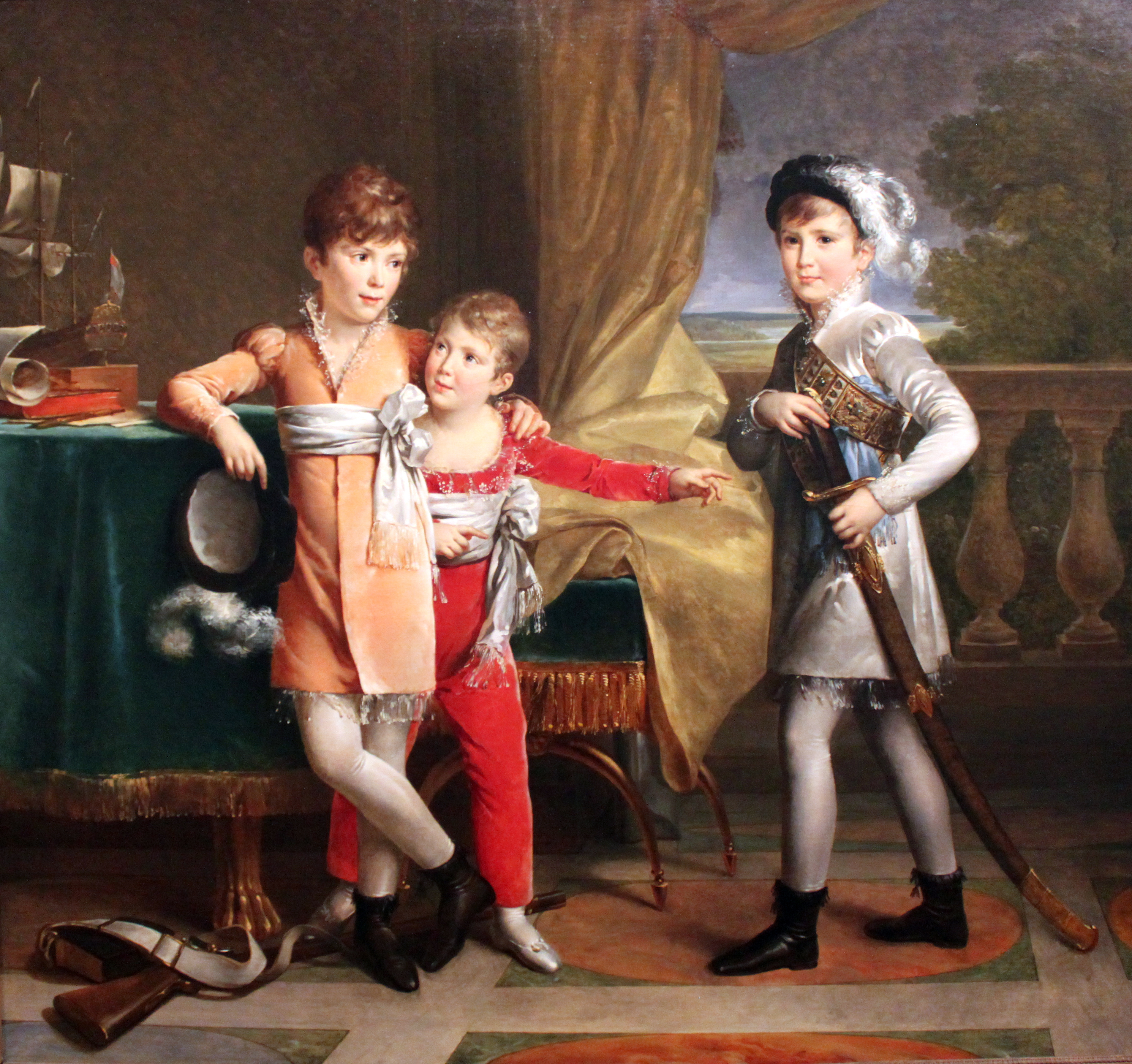
Ney marsall gyermekei
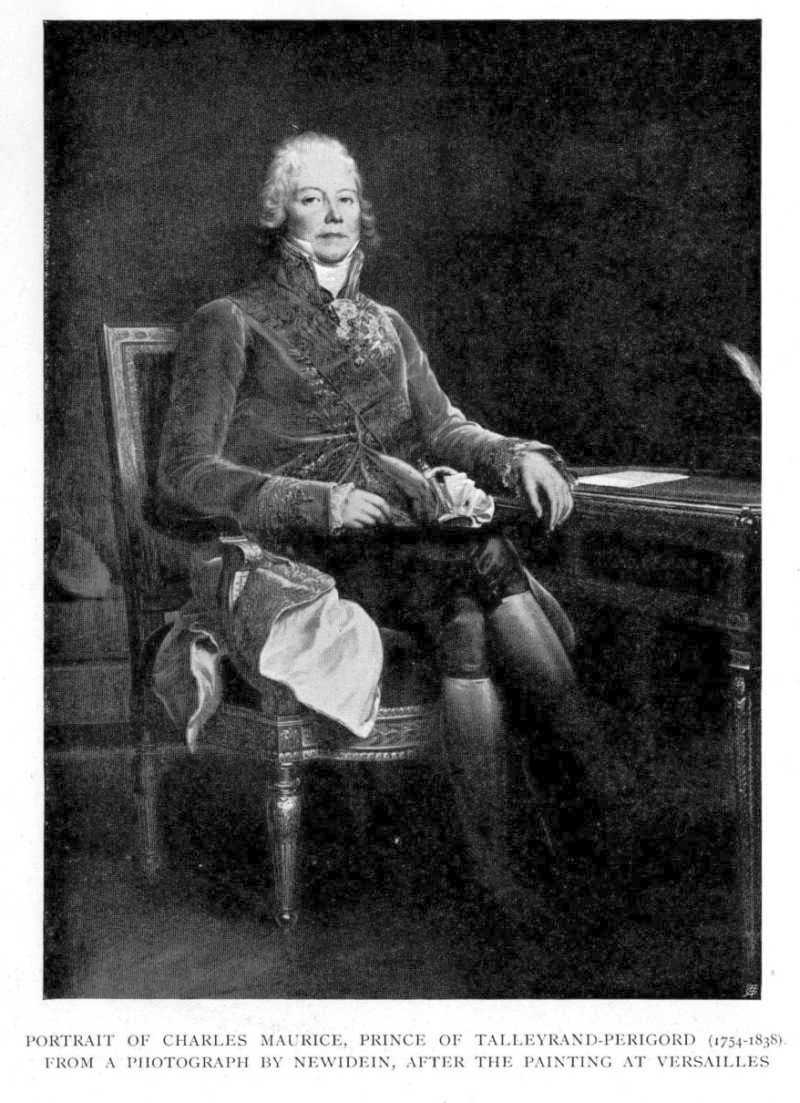
Charles-Maurice de Talleyrand-Périgord (a festményről készült fénykép)
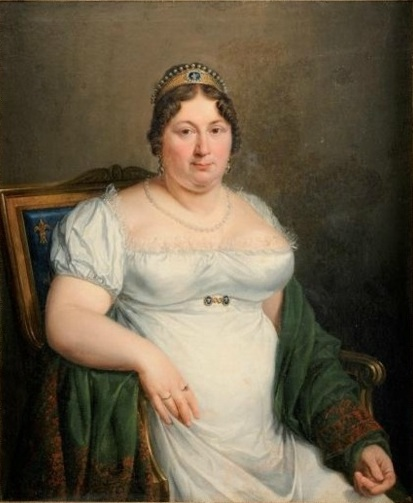
Savoyai Mária Jozefina Lujza szárd királyi hercegnő